# Caixabank
CaixaBank, S.A. mit Verwaltung in Barcelona und rechtlichem Sitz in Valencia, ist die drittgrößte spanische Privatkundenbank (2023) mit 20 Mio. Privatkunden, über 44.700 Mitarbeitern und 4.199 Geschäftsstellen. Die börsennotierte Caixabank ging 2011 aus der ehemals als Sparkasse geführten „la Caixa“ hervor.

## Hintergrund
Caixabank entstand aus der seit 2007 börsennotierten Investmentgesellschaft Criteria CaixaCorp, in der die ehemalige Sparkasse „la Caixa“ ihre Industriebeteiligungen und ein umfangreiches Immobilienportefeuille hielt, unter anderem an Gas Natural, Repsol YPF, Telefónica und Abertis. Im Zuge einer tiefgreifenden Restrukturierung wurde 2011 das gesamte operative Bank- und Versicherungsgeschäft sowie alle Bank- und Versicherungsbeteiligungen der Caixa an die börsennotierte Criteria CaixaCorp übertragen und diese in Caixabank umbenannt; gleichzeitig wurden die Industriebeteiligungen und das Immobilienportefeuille der Criteria CaixaCorp ausgelagert. Der öffentlich-rechtlichen Träger der Caixa (Fundacion Bancaria "la Caixa") hielt zunächst 76 % an der Caixabank; deren Anteil ist zwischenzeitlich auf heute 40 % abgesunken und sie hält auch keine Mehrheit im Verwaltungsrat mehr.
Im August 2012 wurde die Banca Cívica übernommen. Ende 2012 übernahm das Unternehmen das notverstaatlichte Kreditinstitut Banco de Valencia vom spanischen Bankenrettungsfonds FROB. 2014 erwarb die Caixabank von Barclays für 800 Millionen Euro das spanische Firmen- und Privatkundengeschäft sowie die Vermögensverwaltung.
Caixabank ist mit 44 Prozent an der portugiesischen Banco Português de Investimento beteiligt und hat im April 2016 ein Angebot zur Übernahme der restlichen Anteile an der Bank für 908 Millionen Euro abgegeben.
Anfang Oktober 2017 entschied der Verwaltungsrat der Bank, den rechtlichen Sitz von Barcelona nach Valencia zu verlegen, nachdem erhebliche rechtliche Unsicherheiten im Zuge des katalanischen Unabhängigkeitsreferendums drohten. Die Arbeitsplätze in der Hauptverwaltung in Barcelona sind davon kurzfristig nicht betroffen. Als neuen Hauptsitz bezog die Bank das Gebäude der Banco de Valencia im Zentrum Valencias.
Im September 2020 wurde der Zusammenschluss der Caixabank mit Bankia beschlossen und am 26. März 2021 juristisch vollzogen. Das fusionierte Unternehmen ist damit das größte Kreditinstitut Spaniens.

## Verschiedenes
Das seit 1980 verwendete Logo, ein blauer Seestern mit einem gelben und einem roten Punkt, ist einem Werk Joan Mirós entnommen.